# Institut de soudure (Paris)
Le Groupe Institut de Soudure réalise des prestations de recherche et développement, d'expertise, de formation et d'enseignement, d'inspection, de contrôles et de certifications de produits dans le domaine de l'assemblage et des contrôles associés.
L'Institut de Soudure est une association reliée à Institut de Soudure Industrie qui est une société (SAS, société par actions simplifiée ) française de services aux entreprises dans le domaine du soudage.
En 2021, le Groupe Institut de Soudure franchit les barres symboliques des 100 M€ de chiffres d'affaires et des 1 000 collaborateurs. Il totalise, en 2025, 38 implantations (31 en France métropolitaine dont 17 centres de formation, 3 dans les DROM-COM, 1 en Belgique, 1 au Maroc et 2 en Thaïlande), pour 1 200 collaborateurs.

## Activités au XXIesiècle

### Organisation du Groupe Institut de Soudure
Fidèle à son histoire commencée en 1905, le Groupe Institut de Soudure continue d'intervenir dans tous les domaines liés au soudage : matériaux et comportements en service ; technologies d'assemblage ; contrôles non destructifs et essais destructifs ; conformité aux réglementations des équipements sous pression (ESP), inspection et qualité en soudage, inspection métal, assistance technique ; expertise ; formation et enseignement ; certification de produits. Aux marchés traditionnels (chimie, pétrochimie, énergie), ont été adjoints continuellement les marchés du nucléaire, de l’aéronautique, du ferroviaire et de l’électronique.
En septembre 2000, l'Institut de Soudure rachète la société Sud Contrôle, située à Martigues, de taille et de structure comparables à la filiale IS Ouest.
En avril 2002, la filiale IS Nord démarre et reprend les activités de CND conventionnels d'IS Services pour le Nord de la France, en ciblant tout particulièrement le secteur nucléaire.
En 2007, les filiales IS Nord, IS Ouest, IS Sud Contrôle transfèrent leurs activités à IS Services, qui change de dénomination et devient Institut de Soudure Industrie.
Institut de Soudure Industrie (filiale à 100 % de l’association) regroupe toutes les activités commerciales (inspection, contrôle, formation professionnelle, certification, expertise), les fonctions supports et les filiales à l’étranger.
L'association Institut de Soudure conserve la recherche, l’enseignement et les publications .

### IS 2025, une vision partagée
En 2019, le comité de direction définit la stratégie et la vision du Groupe Institut de Soudure à l'horizon 2025. Il présente ses priorités et ses ambitions pour les différents métiers du Groupe dans un document dénommé IS 2025.

#### Qualité de vie au travail (QVT)
Engagé dans une démarche d’amélioration de la qualité de vie au travail selon la stratégie d'entreprise IS 2025, le Groupe modernise plusieurs centres : Châlons-en-Champagne et Ouzouer-sur-Loire (2019), Montoir-de-Bretagne (2021), Tourlaville (2021), Plaisance-du-Touch (2022), Niort (2022), Dieppe et Port-de-Bouc (2023).
Ils viennent s'ajouter à la construction de centres réalisée selon un même modèle architectural à Cuincy (2009), Gonfreville-L'Orcher (2010), Entzheim (2010), Port-de-Bouc (2012), Latresne (2013) et Corbas (2014).
En 2022 et en 2023, l'association Institut de Soudure obtient la certification des entreprises où il fait bon travailler, selon le label Great Place To Work® valable une année.
Au 1er semestre 2023, le Groupe Institut de Soudure lance, pour la première fois, un plan d'actionnariat salarié, dont la période de souscription s'est achevée au 31 mai de la même année. Quatre cents salariés sur les 1 035 éligibles ont souscrit au FCPE (Fonds commun de placement d'entreprise) Institut de Soudure. L'Institut de Soudure indique que cette décision s'inscrit dans sa démarche de partage de la valeur créée et d'amélioration de la qualité de vie au travail.

#### Démarche RSE
En 2022, la démarche RSE du Groupe Institut de Soudure est formalisée pour la première fois, sous la forme d'une feuille de route dénommée Défis 2030. Elle comporte 12 enjeux prioritaires autour des engagements sociaux, sociétaux et environnementaux.
En mars 2025, le Groupe Institut de Soudure publie un rapport RSE, avec des données portant sur l'année civile 2024. Il s’appuie en partie sur la structure et les exigences de publication de la déclaration relative à la durabilité (les 12 ESRS de la CSRD). 

### Activité Recherche
En 1999, l'association lance le projet « IS Lorraine 2000 », avec l'aide de la Région lorraine, du département de la Moselle et de l'État. Il implique le regroupement à Yutz des deux écoles d'enseignement supérieur en soudage, l'EAPS et l'ESSA , basées à Paris, et des activités de recherche et de développement en Soudage, Fatigue et Mécanique de la rupture et Laser ainsi que la formation professionnelle, basées à Metz - Ennery. Le nouvel ensemble comporte un centre de recherche et développement de 6 500 mètres carrés et un bâtiment d'enseignement et de formation de 3 200 mètres carrés. Le site Assemblages et Matériaux de Yutz/Thionville est inauguré le 18 septembre 2003.
En 2002, l'Institut de Soudure réceptionne un premier équipement de soudage par friction malaxage (FSW), dans le cadre d'un partenariat avec EADS, afin d'étudier les assemblages d'alliages d'aluminium pour le secteur de l'aéronautique et du spatial. Puis, en 2004, d'un second portique de plus grande capacité, installé dans un nouveau site dédié au FSW, à Goin. Ce portique a servi au développement de démonstrateurs représentatifs d’une virole de réservoir cryogénique du lanceur européen Ariane 6, validés jusqu’à un niveau de qualification TRL5, avec ArianeGroup.
En 2024, la recherche compte 100 collaborateurs répartis sur les sites mosellans de Yutz, Goin et Saint-Avold.

### Activité Formation

#### Certification de personnels
En mars 2003, sous l'impulsion de la Cofrend, les comités Métallurgique et Soudage (COMES), plurisectoriels (CPSC) et le Comité gros équipement et mécanique (COSGEM) se regroupent et forment le Comité Industriel Fabrication et Maintenance (CIFM). L'Institut de Soudure qualifie ses 4 centres d'examen de certification d'agents de contrôles non destructifs CIFM à Villepinte (n°12), Corbas (n°13), Port-de-Bouc (n°11) et Yutz (n°10). Se sont qualifiés ensuite les centres d'examen CIFM à Latresne (n°17) et celui CCPM-Fonderie à Villepinte (n°12).

#### Centre de formation d'apprentis (CFA)
Le 30 août 2019, l’Institut de Soudure est reconnu comme centre de formation d’apprentis (CFA). Le Groupe structure ses deux filières de formation par alternance, en CND et en soudage, pour couvrir tous les niveaux de diplômes, de l'infrabac au bac+6 : titre professionnel ; mention complémentaire ; licence professionnelle ; ingénieur spécialisé.

#### Première certification QUALIOPI
Le 1er juillet 2020, Institut de Soudure Industrie est le premier organisme à obtenir la certification QUALIOPI, dans son domaine d'activité, pour ses actions de formation et ses actions de formation par apprentissage.

#### Formation à distance et mobile
En 2020, le Groupe Institut de Soudure accélère le développement de son offre de formation à distance et répond aux contraintes d'interruption de l'accueil physique dans les centres de formation fixes, liées aux mesures sanitaires au Covid 19. Chaque apprenant peut renforcer ses connaissances essentielles à son propre rythme, en soudage, en CND et en radioprotection. Plusieurs formats de formation sont dès lors proposés en plus du format présentiel traditionnel : des formations 100 % en ligne ; des formations mix digital / présentiel (blended learning) ; des classes virtuelles, en temps réel.
Pour être au plus près des industriels, notamment dans les zones blanches en centre de formation, le Groupe Institut de Soudure propose des prestations de formation mobile, faciles à implanter et à déplacer, avec des matériels et la mise à disposition d'un formateur : en intra-entreprise dans les locaux de l'industriel ;  sous forme de cabines mobiles installées chez l’industriel pour ses propres collaborateurs ; sous forme d'ateliers éphémères, dans un local proche des industriels et des demandeurs d’emploi ;  sous forme de containers instrumentés.

#### Plateaux techniques CND labellisés COFREND
En mars 2024, le Groupe Institut de Soudure obtient la labellisation nouvellement créée des organismes de formation qui satisfont au référentiel développé par la Cofrend pour les centres de Latresne, Gonfreville-l'Orcher, Corbas, Port-de-Bouc, Entzheim, Yutz et Villepinte.

### Marchés Aéronautique et composites
En 2003, l'activité aéronautique est transférée à Poissy, pour assurer des prestations de contrôles non destructifs et d'essais matériaux, notamment dans le domaine des composites. Dont la qualification de matériaux composites pour les grilles d’inverseur de l’A380. En 2007, le centre de Poissy confirme ses compétences en aéronautique avec l'obtention de la certification EN 9100.
En 2008, la complémentarité de l'Institut de Soudure (CND) et du PPE (matériaux composites) prend forme dans une plateforme technologique, avec le financement d’Iseetech (Institut supérieur européen de l’entreprise et de ses techniques) au sein du Composite Park, à Porcelette. L'Institut de Soudure est l'un des membres fondateurs de l’association PPE (Pôle de plasturgie de l'Est) créée en 1989.
En 2010, ce développement d’expertise les conduit à créer une filiale commune, Composite Integrity, dédiée au contrôle non destructif des pièces en matériaux composites.
En 2014, le Groupe Institut de Soudure inaugure son nouveau centre bordelais, de 2 500 mètres carrés, à Latresne, au sein d'Aérocampus Aquitaine. Il y regroupe les activités de ses deux centres d'Ambarès-et-Lagrave (anciennement IFIP, racheté par l'IS en octobre 2010) et de Bassens. Ainsi qu'un second établissement pour la filiale Composite Integrity. Outre ses prestations de services pour tous les secteurs industriels, le Groupe y ajoute des formations qualifiantes en soudage aéronautique et en contrôles non destructifs, selon les exigences normatives et prépare aux certifications selon le Comité sectoriel aérospatial de certification (Cosac) de la Cofrend. La première formation réalisée en apprentissage par l'Institut de Soudure, sur le campus, accueille 16 jeunes en mention complémentaire en soudage à la rentrée 2012.
En 2016, le Groupe Institut de Soudure et le PPE signent un accord afin d’intégrer les activités de R&D et d’ingénierie du PPE basées à Saint-Avold ainsi que de prendre le contrôle total de la filiale Composite Integrity. La marque Composite Integrity est conservée pour désigner l'offre globale de services dans les composites.

### Activité Certification produits
Depuis 2009, lnstitut de Soudure Industrie est autorisée à délivrer aux entreprises souhaitant servir le secteur ferroviaire, des certifications Assurance Qualité en soudage selon la norme européenne NF EN 15085. L’entreprise ferroviaire allemande, la Deutsche Bahn – la DB – a validé officiellement ces certificats : à ce titre, toute entreprise certifiée bénéficie d’un enregistrement sur le registre ferroviaire allemand.
En 2014 est créée IS Certification, qui est une société (SAS, société par actions simplifiée) française d'analyses, d'essais et d'inspections techniques. IS Certification réalise des diagnostics et des audits de certification dans le domaine du soudage et des techniques connexes. C'est un organisme accrédité pour la délivrance des certifications d'entreprises selon les 3 référentiels ISO 3834, EN 15085-2 et EN 1090-1. Le fonctionnement d’IS Certification est organisé de façon à garantir la transparence, la confidentialité et l’impartialité des décisions, selon la norme EN ISO/CEI 17065.

### Activité Brasage tendre
En 2015, le Groupe Institut de Soudure intègre la société Microniks Europe, spécialisée dans la formation en brasage tendre à destination des fabricants de composants électroniques. La marque Microniks Europe est conservée pour distinguer l'offre de formation et de certification en câblage et brasage électronique avec des formateurs titulaires des certifications IPC Instructeurs (CIT) ou IPC Masters (MIT). Avec cette acquisition, le Groupe propose ces formations à Villepinte et désormais au sein du centre de Latresne.

### Marché Nucléaire en service
Le 1er avril 2018, le Groupe reprend les activités CND, END et métrologie d’Orys, filiale du Groupe Ortec. Cette reprise a permis au Groupe Institut de Soudure de compléter sa couverture géographique en s’implantant dans la région du Centre - Val de Loire. Après déjà plus de dix ans dans le nucléaire en service, l’opération permet au Groupe de devenir un prestataire de rang 1 d’EDF et d’acquérir un portefeuille de clients supplémentaires, avec un positionnement fort auprès des acteurs locaux en chaudronnerie et en tuyauterie industrielle. Un nouveau centre est ouvert à Ouzouer-sur-Loire en 2019, pour desservir au plus près les 14 réacteurs nucléaires de la région.
En 2023, le Groupe Institut de Soudure, au travers de sa filiale Institut de Soudure Industrie, est la première entreprise dans le domaine des CND à obtenir la certification ISO 19443:2018 pour les prestations de contrôles, les prestations intellectuelles et l'assistance technique depuis le centre de Villepinte. En 2024, le Groupe obtient une extension de cette certification pour ses centres d'Avoine, Bagnols-sur-Cèze, Dunkerque, Gonfreville-L'Orcher, La Hague, Latresne, et Yutz. Tous les centres amenés à intervenir dans les installations nucléaires en France et sur les chantiers internationaux sont certifiés, ce qui représente un total de près de 300 collaborateurs.
En décembre 2023, le Groupe Institut de Soudure remporte le titre d'Ambassadeur de la filière nucléaire 2023 du Grand concours de l’attractivité des métiers du nucléaire, aux côtés de sept autres lauréats. Lancé en avril 2023 à l’initiative d’Agnès Pannier-Runacher, alors ministre de la Transition énergétique, et avec le soutien de l’Université des métiers du nucléaire, ce concours vise à mettre à l’honneur les entités qui se sont démarquées pour promouvoir les métiers du nucléaire auprès des jeunes.

### Activité Inspection extérieure avec Corrosia
Le 1er janvier 2023, le Groupe Institut de Soudure acquiert Corrosia, installée à Roubaix. Corrosia permet au Groupe de compléter son offre sur le marché de la recherche de corrosion et de l'inspection extérieure des ouvrages d'art.

### Activité Essais matériaux et structures industrielles avec Cybernetix Compiègne
Le 16 janvier 2024, le Groupe Institut de Soudure acquiert les activités de l’établissement de Cybernetix, filiale de Technip Energies, situé à Venette (Oise). L’établissement est spécialisé dans les essais mécaniques en conditions extrêmes (hautes températures ; pressions élevées ; températures cryogéniques), les matériaux techniques (polymères ; composites) et les métaux soumis à forte contrainte. Il réalise également du prototypage de bancs d’essais et de l’instrumentation, de par son expertise en CND.

## Histoire au XXe siècle

### 1905, l'Office central de l'acétylène
Les membres du syndicat professionnel, l'Union française des acétylénistes, sous l'impulsion de son président Ernest Sautter, créent en octobre 1905 l'Office central de l'acétylène (OCA). Il s'installe au 104, boulevard de Clichy, à Paris.
L'inauguration de l'Office central de l'acétylène a lieu le 15 décembre 1906 : l'honneur en revient à Marcellin Berthelot, qui a été le premier à réaliser la synthèse de l'acétylène. Le nouvel organisme est placé sous la direction de Raphaël Granjon, ancien secrétaire général du Syndicat de l'acétylène de Marseille, et de Pierre Rosemberg, secrétaire de l'Union française des acétylénistes. Ernest Sautter en sera le président jusqu'à sa mort, en 1924.
La mission de l'OCA est d'entreprendre l'étude théorique, technique et pratique de toutes les questions touchant l'utilisation du carbure de calcium et de l'acétylène, obtenu industriellement à partir du carbure. Il a pour vocation de développer une industrie tout entière et de sécuriser les applications nouvelles : le chauffage, l'éclairage public et privé, la force motrice pendant les premières années, puis la soudure autogène après la découverte du chalumeau oxy-acétylénique par les Français Fouché et Picard en 1901. Il se dote d'un laboratoire de chimie, d'un laboratoire de métallographie, d'une salle pour les essais de soudage, de salles pour l'organisation des cours pratiques de soudure autogène et d'une documentation,.
L'OCA ne poursuit aucun but directement commercial et n'est pas non plus un organisme possédant la personnalité morale. C'est un bureau d'études commun aux groupements et sociétés qui alimentent son budget. Les fabricants de carbure de calcium, de générateurs d'acétylène et de tous les appareils d'utilisation de ce gaz (becs, manchons, appareils de chauffage) versent chaque année une somme fixe pour que l'OCA assure des services gratuits de conseil aux usagers d'appareils à acétylène, de formation du personnel, et de surveillance et contrôle des installations et des soudures. Ils sont rejoints plus tard par les fabricants d'oxygène et d'acétylène, notamment les sociétés L'Air Liquide et la Soudure Autogène Française, puis par les industriels de la soudure autogène.
Devant l'importance prise par le soudage autogène, l'OCA devient, en 1919, l'Office central de l'acétylène et de la soudure autogène (Ocasa). Il est appelé à aider la Chambre syndicale de la soudure en prenant en charge les études et les recherches en matière de soudage, les visites et les inspections des sites et l'édition des documents et revues.
Pour organiser l'enseignement du soudage autogène sur une plus grande échelle, depuis les apprentis jusqu'aux ingénieurs et responsables des grands ateliers, l'Ocasa se dote  d'un organisme parallèle : l'Institut de Soudure Autogène (ISA). Il est constitué le 7 avril 1930 et regroupe toutes les activités ayant trait à l'enseignement technique et pratique du soudage,. Son arrivée est attendue par de nombreux industriels car l'enseignement et la technique du soudage n'ont pas suivi le développement de la vente du carbure — du moins pour les industries exigeant un grand coefficient de sécurité, comme l'aéronautique —  et la France accuse un retard dans l'instruction du personnel par rapport aux Pays-Bas ou aux États-Unis.
En 1947, l'Ocasa devient l'Office central de la soudure (OCS) et l'ISA devient l'Institut de Soudure (IS) car leurs activités s'étendent dorénavant à tous les procédés de soudage, et plus seulement à la solution du chalumeau oxyacétylénique. En 1976, le statut de l'IS, créé en tant que syndicat professionnel, devient celui d'une association selon la loi de 1901. Après le deuxième conflit mondial, le soudage dans les travaux de reconstruction joue un rôle considérable. Les activités de l'IS se développent dans tous les domaines et les différentes activités de l'OCS sont reprises peu à peu par l'IS. L'OCS disparait en 1978.
L'Institut de Soudure décide de séparer ses activités commerciales de celles relevant de l'association et du centre technique : la société anonyme IS Services est créé en 1998 et démarre son activité le 1er juillet 2000 (inspection, contrôle, formation, sécurité et environnement). La filiale IS Ouest, créée en 1998, est positionnée en région havraise, dans l'inspection et les contrôles non destructifs et sur toute la France, dans le traitement thermique de pièces de grandes dimensions.

### 1909, première revue sur le soudage

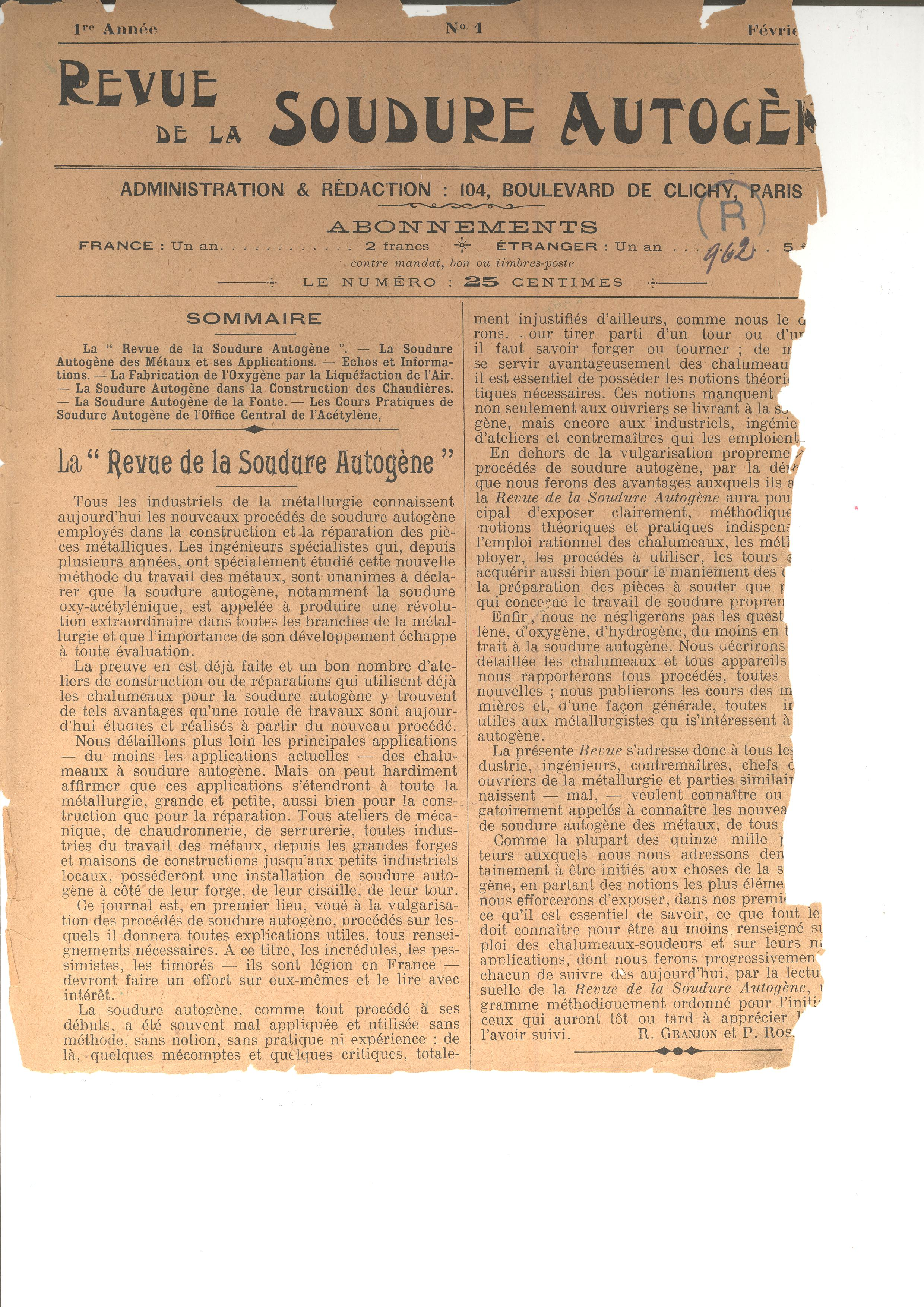
1909 - Premier numéro de la Revue de la soudure autogène

En 1909, la Revue de la soudure autogène est créée et diffusée dès son premier numéro à 15 000 exemplaires. C'est la première publication à être entièrement consacrée à la vulgarisation des procédés de soudure autogène. Ses rédacteurs en chef en sont Raphaël Granjon et Pierre Rosemberg. Elle est destinée aux industriels, aux ingénieurs, aux contremaîtres et aux chefs d'atelier.
En 1947, sept ans après l'interruption volontaire de la Revue de la soudure autogène et des autres publications, un nouveau périodique professionnel baptisé Soudage et techniques connexes est lancé en 1947. Il est appelé à illustrer tous les domaines techniques de la construction soudée. La revue est toujours publiée par l'Institut de soudure.

### 1909, naissance de la formation en soudage
Face à l’engouement des ateliers pour le soudage, l’Office central de l’acétylène (OCA) propose son premier "Cours technique de formation" en 1909. Il s'adresse aux ouvriers soudeurs, aux contremaîtres, chefs d'atelier, ingénieurs et métallurgistes. L’objectif est de former les ouvriers aux bonnes pratiques et aux méthodes, afin d’éviter les accidents liés à l’emploi de l’acétylène. Les cours accueilleront plus de 550 auditeurs, pour 21 cours entre 1909 et 1914.
À partir de 1922, l'Ocasa propose des cours et conférences d'information, avec travaux pratiques, les samedis pour les soudeurs en activité : les « Samedis du soudeur ».
En 1928, une formule équivalente de cours de perfectionnement est mise en place les dimanches matin au sein de l'École des Arts et Métiers. Elle se poursuit les samedis après-midi jusqu'en 1974 dans les locaux de l'Institut de Soudure.
L'Ocasa organise en 1924 des cours pour acquérir les rudiments du métier : ces "Cours-École permanente de soudure autogène" démarrent les lundis matins et se déroulent sur une semaine.
En 1935, la Compagnie des chemins de fer de l'État demande à l'Institut de Soudure Autogène (ISA) d'équiper l'un de ses wagons afin d'enseigner le soudage aux personnels de ses ateliers. Cela marque le début des formations intra-entreprises. À partir de 1945, un groupe de moniteurs itinérants est progressivement constitué pour aller enseigner dans les entreprises.
L'ISA commence l'édition de divers films cinématographiques destinés à la « propagande de la soudure et à l'instruction des soudeurs » : le premier, consacré à la soudure oxy-acétylénique, est annoncé début 1936. Il est présenté pendant le XIIe Congrès International de l'Acétylène, de la Soudure Autogène et des Industries qui s'y rattachent, qui a lieu à Londres du 8 au 13 juin 1936.
Au fur et à mesure, l'ISA déploie des cours qui s'adressent à certaines industriels en particulier (constructions à pression, aéronautique), aux personnels de maîtrise, aux personnels des administrations de l'État, aux officiers et sous-officiers, aux grandes écoles d'ingénieurs ou aux professeurs, chefs de travaux ou chefs d'atelier des écoles professionnelles et des écoles pratiques d'industrie.

### 1930, la Maison de la Soudure

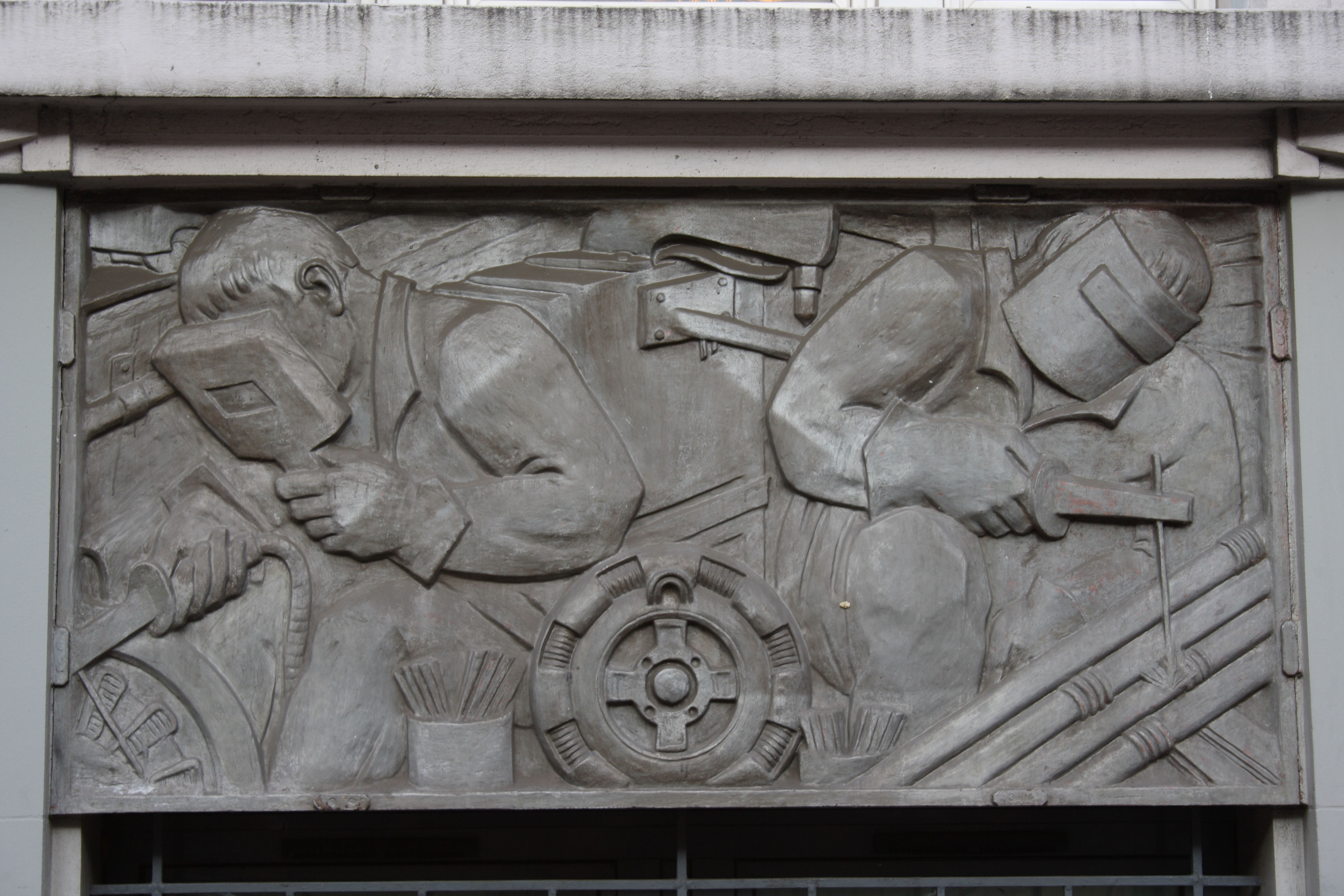
Maison de la Soudure - 32, Boulevard de la Chapelle. Sculptures de la façade. Architectes : Tetier et Esnault. Entrepreneurs : Verny et Lambert.

Dans les années 1930, les locaux au 32, boulevard de la Chapelle à Paris remplacent ceux du boulevard de Clichy. L'immeuble de style Art Déco, occupe plus de 900 mètres carrés et comprend un rez-de-chaussée, un entresol et quatre étages. L'ensemble comprend 82 salles. Baptisé "La Maison de la Soudure", il est spécialement conçu et aménagé pour héberger les différents organismes techniques et syndicats professionnels autour de cette industrie. Il est orné de fresques à l'effigie du soudage encore visibles aujourd'hui. Y sont rassemblés l'Ocasa ; l'ISA ; l'ESSA ; la Société des Ingénieurs Soudeurs (SIS) ; la Chambre syndicale de l'acétylène, de la soudure autogène et des industries qui s'y rattachent.

### 1930, l'enseignement supérieur en soudage

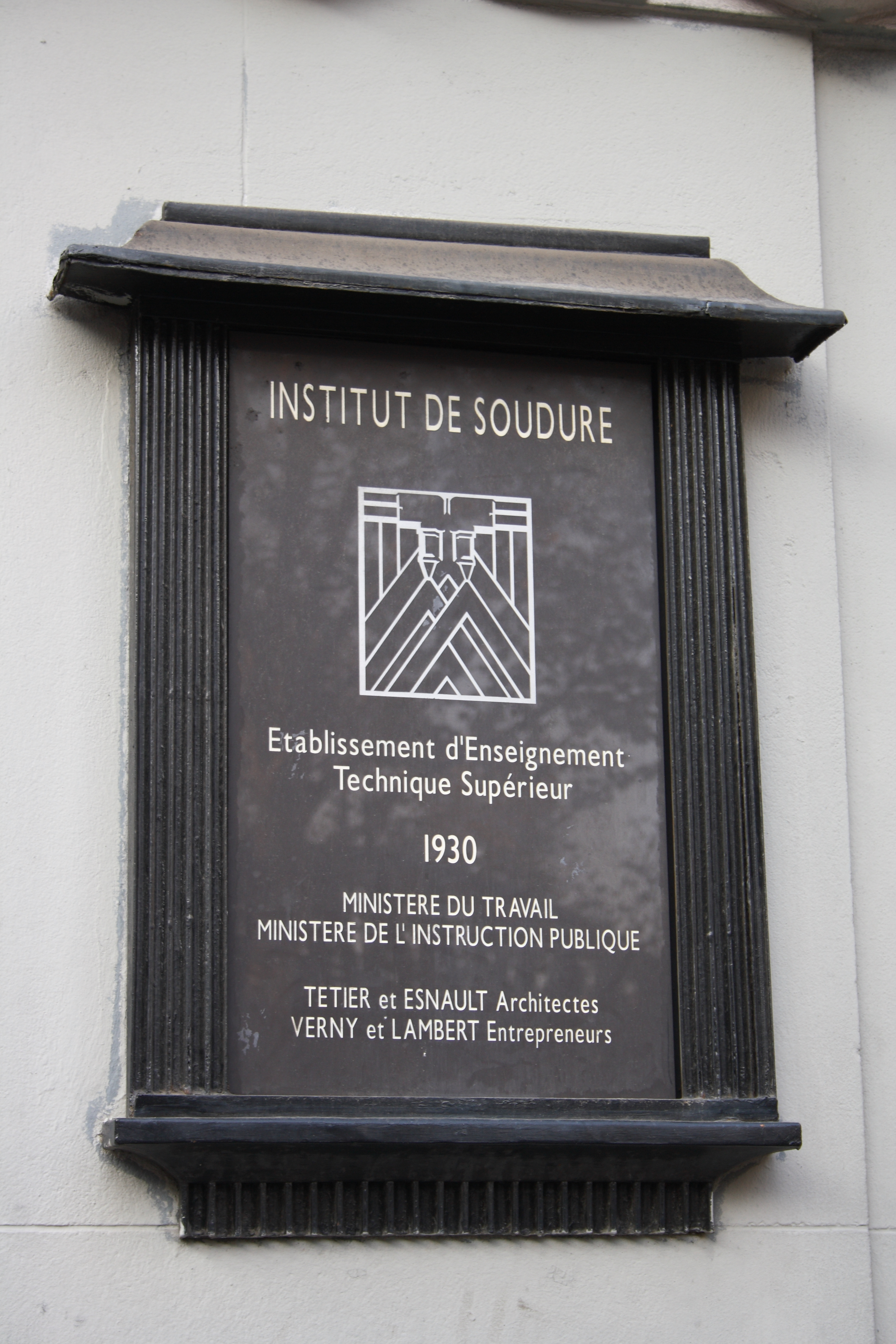
Plaque apposée à la Maison de la Soudure

En 1930, l'enseignement supérieur en soudage débute au sein de l'Institut de Soudure Autogène, avec le concours de la Direction générale de l'Enseignement technique. L’École supérieure de soudure autogène est rebaptisée École supérieure du soudage et de ses applications (ESSA) en 1985. Cette école d'application forme en une année des cadres techniques autorisés à porter le titre d'Ingénieur Soudeur. Le métallurgiste Albert Portevin y enseigne la métallurgie appliquée au soudage. Il est le président du Comité de direction dès 1930 et restera président du Conseil d'administration de l'ESSA et de l'Institut de Soudure jusqu'en 1962.
En 1936, l'Institut de Soudure crée une deuxième voie qui prépare au CAP de soudeur, à temps complet et sur trois ans. Cette École d'apprentissage, accessible sur concours aux élèves titulaires du Certificat d'études primaires (CEP) ayant effectué au moins une année de cours supérieur, deviendra l'École professionnelle de soudure (EPS) en 1946, puis l'École d'adaptation aux professions du soudage (EAPS) en 1985.
L'ESSA et l'EAPS ont accueilli respectivement, en septembre 2022, leurs 92e et 38e promotions.

### 1931, les premiers apprentis soudeurs
Dès 1931, l'Institut de Soudure Autogène propose un cours d'apprentissage, dispensé gratuitement le soir aux apprentis en exercice. Son but est l'obtention du Certificat d'aptitude professionnelle (CAP) de soudeur chalumeau et arc, diplôme à l'initiative de la profession, reconnu dans l'arrêté ministériel du 14 août 1931. Cet arrêté fait rentrer le métier de soudeur comme un métier indépendant, avec une instruction des apprentis soudeurs identique à celle des anciennes professions reconnues. Jusque là, la main-d'œuvre spécialisée pour la soudure autogène était composée d'ouvriers adultes qui s'étaient adaptés à ce métier et avaient abandonné une profession antérieure. L'enseignement inclut la technologie et la pratique du soudage ainsi que l'enseignement du français, du calcul, du dessin selon les directives de l'Enseignement Technique. Il démarre le 1er novembre 1931. Après trois années d'études, un premier groupe de jeunes gens, soit une vingtaine d'apprentis, passent le CAP de soudeur en juin 1934.
À la demande de l'ISA, l'arrêté du 8 janvier 1932 créait le Brevet Professionnel de Soudeur, accessible à certaines catégories d'ouvriers que l'ISA instruit et prépare en vue des épreuves exigées.

### 1936, normalisation en soudage
En 1936, l'Association française de la normalisation (Afnor) confie à l'Ocasa la responsabilité de l'établissement de normes en matière de soudage et de techniques connexes. L'Institut de Soudure va ainsi contribuer à la création du Comité de normalisation de la soudure (CNS), dont les statuts comme bureau ont été approuvés en 1942.

### 1938, premières qualifications de soudeurs
Dans les années trente, afin de pallier les insuccès voire les accidents dans les ateliers du fait d'une main-d'œuvre trop vite formée, l'Institut de Soudure Autogène préconise de recourir à des soudeurs « qualifiés » et « spécialisés » pour un procédé et un domaine d'application donné. Pour cela, l'Institut de Soudure Autogène élabore les premières spécifications relatives à la qualification des soudeurs au chalumeau et à l'arc et œuvre à l'attribution de certificats de soudeurs spécialisés. Le document qui voit le jour en 1938 propose 19 spécialisations et définit pour chacune d'entre elles les épreuves auxquelles doivent se soumettre les candidats à la certification.

### 1948, associations professionnelles en soudage

#### Institut international de la soudure
Le 9 juin 1948, quatorze membres, dont l'Institut de Soudure (IS), fonde l'Institut international de la soudure, dénommé aujourd'hui International Institute of Welding (IIW). Sa mission est de fédérer la profession au niveau international par un système commun de diplômes internationaux, de qualification et de certification, de faciliter les échanges techniques et de promouvoir la recherche et la formation en soudage.

#### Société française des ingénieurs soudeurs (SIS)
En 1949, l'ampleur des questions suscitées par les procédés de soudage incite l'IS et la Société française des ingénieurs soudeurs (SIS) à mettre en place uns structure de coordination des programmes de recherche français dans ce domaine, le Comité de coordination des recherches de soudure (CCRS). La présidence en est confiée à Albert Portevin.
L'Institut de Soudure participe les années suivantes à la création d'autres associations professionnelles, qui continuent de jouer un rôle majeur dans leurs domaines respectifs.

#### Cofrend
En 1967, la Société française de métallurgie (SFM), la Société des ingénieurs soudeurs (SIS) et l’Institut de Soudure créent le Comité français d’études des essais non destructifs (Cofrend) ,qui est également hébergé au sein de la Maison de la Soudure. Cette association loi 1901 est alors présidée par le professeur Paul Bastien, ancien président de la SFM, de l'IS et de la SIS.

#### Afiap et Aquap
Au milieu des années soixante-dix, l'Institut de Soudure participe à la création de deux organismes : l'Association française des ingénieurs en appareils à pression (Afiap), et avec le Groupement des Apave (Gapave), l'Association pour la qualité des appareils à pression (Aquap), à la suite de la mise en application de l'arrêté ministériel du 24 mars 1978 relatif à l'emploi du soudage dans la construction et la réparation des appareils à pression.

#### Association française du soudage (AFS)
En 1990, l'Institut de Soudure et la SIS fondent l’Association française du soudage (AFS). Cet organisme se voit confier la certification des professionnels du soudage selon des critères européens, puis quelques années plus tard, internationaux.

#### Association pour la sécurité des appareils à pression (Asap)
En 1994, l'Institut de Soudure devient membre de l'Association pour la sécurité des appareils à pression (Asap). L'entreprise, sous couvert de l'Asap, est ainsi habilitée pour l'inspection des équipements en service et notifiée pour l'évaluation de la conformité des équipements neufs.

### Début des activités de service aux industriels

#### Assistance technique
Le département de l'assistance technique au sein de l'IS est le trait d'union indispensable entre l'industrie, la recherche et l'enseignement. En 1980, Marcel Évrard, directeur général de l'Institut de Soudure, écrit qu'il bénéficie de trois quarts de siècle d'expérience acquise par l'établissement. Avec deux pôles d'activités dans le département : les conseils en soudage ; le contrôle, la qualité et l'inspection.
Dès sa création, l'Office central de l'acétylène (OCA) fournit des services aux utilisateurs d'acétylène, dont l'inspection tant pour la technique que pour la sécurité, en vue d'éviter toutes les causes d'accidents. Entre 1906 et 1913, ses inspecteurs visitent quelque 40 000 installations, dont 700 ateliers de soudage autogène.
L'OCA estime qu'il est aussi important de bien souder que de détecter les défauts dans un ouvrage. Il incite les soudeurs à s'assurer de la cohérence de tous les paramètres de soudage et débute ainsi l'assistance technique, en détachant des ingénieurs chez les industriels ou sur les grands travaux extérieurs, pour résoudre les problèmes de production. Cette activité va se développer à partir de 1932 lorsque les administrations, les organismes et les industriels sollicitent l'ISA pour la surveillance des fabrications et des constructions soudées et la délivrance d'une attestation ou d'un certificat de conformité.
En 1934, la Compagnie parisienne du chauffage urbain (CPCU) confie à l'Institut de soudure autogène le suivi des soudures des canalisations, en cours d'installation dans les rues de Paris pour alimenter les immeubles en vapeur à 15 kg/cm2 de pression. Suivront le suivi des opérations de réparation du pont tournant de Brest en 1936 ; le contrôle de la conduite forcée du Portillon en 1939 et des 400 kilomètres du pipeline de Donges à Montargis.
L'utilisation des rayons X pour inspecter les soudures après leur exécution est envisagée dans une chronique de Raphaël Granjon, en septembre 1919, dans la Revue de la Soudure Autogène. En 1938, l'Institut de Soudure (IS) développe, en collaboration avec la Compagnie générale de radiologie et Kodak, un module de contrôle par rayons X sur chariot convenant à une utilisation mobile sur chantier. Elle est appliquée pour la première fois en 1940 afin de surveiller l'exécution des soudures des canalisations de la CPCU entre Ivry et Valhubert. Pour radiographier les grands ensembles sur chantier, les essais s'orientent vers la radiographie par rayons Gamma à partir des années 50. En 1965, l'IS conçoit, réalise et met en service des chariots moteurs munis de sources radioactives artificielles, appelés « crawlers ». Autonomes, ils se déplacent à l'intérieur des canalisations pour radiographier les soudures.

#### Études et recherche
Les résultats de travaux effectués dans les laboratoires de l'Office central de la soudure (OCS) sont publiés régulièrement dans la Revue de la Soudure Autogène :  définition de la soudabilité par R. Amédéo en 1912, soudage du cuivre ou des laitons avec une flamme oxydante (1922) ; soudage du métal Monel et soudobrasage (1929) ; emploi des flux et décapants ; méthodes de soudage à l'arc électrique et à la flamme...

#### Essais
En septembre 1943, sur proposition du Laboratoire d'essais national (LNE), alors rattaché au CNAM, une convention lie le LNE à l'Institut de Soudure  pour tout ce qui concerne les essais, ce qui confère à l'IS un caractère officiel dans l'accomplissement de cette tâche.

#### Charpentes métalliques et ouvrages
À partir du milieu des années 50, l'Institut de Soudure (IS) répond à la forte demande des ponts et charpentes : renforcement du pont de Bir Hakeim à Paris ; reconstruction du pont de la Guillotière à Lyon ; surveillance du Pont Levant à Dunkerque… L'IS se voit confier le suivi de l'édification des ouvrages environnant le Pont de Normandie (1989) et a contrôlé 19,5 km de soudures par ultrasons et 5,7 km par magnétoscopie du Viaduc de Millau (2003).

#### Aéronautique
Depuis le démarrage de la construction d'un appareil en tubes d'acier au chrome-molybdène soudés de la Société des Avions Villiers en 1928 et les essais en vol  en 1930, les avionneurs s'intéressent au soudage et l'Office central de la soudure travaille à la mise au point d'un cahier des charges pour le soudage dans l'aéronautique, à la demande des autorités compétentes. En 1934, est créé le premier certificat de soudeur spécialisé en construction aéronautique pour la délivrance duquel les examens sont confiés à l'Institut de Soudure par le ministère de l'Air.
En 1943, la Commission générale d'étude du soudage dans les constructions aéronautiques (CGESCA), dont le secrétariat permanent est assuré par l'IS, fournit un travail important dans le domaine de la normalisation, de la certification des soudeurs et des études sur le soudage.

#### Ingénierie nucléaire
En 1957, EDF ouvre les portes de la première centrale nucléaire industrielle française, EDF 1 à Chinon. L'IS apporte sa contribution par des missions d'assistance technique et de contrôles radiographiques. Après le site de Marcoule et la centrale Phenix du CEA, l'IS participe aux opérations de fabrication des éléments en usine jusqu'à leurs assemblages sur le site de La Hague de 1961 à 2000 ou de la chambre d’expérience du Laser MégaJoule (LMJ) construit par le CEA. Outre les autres chantiers nucléaires en France comme le complexe industriel du Tricastin, l'IS intervient sur le projet Tammuz en Irak, l'usine de traitement des déchets de Tokaimura au Japon ou la centrale de Durban en Afrique du Sud.

#### Pétrole et gaz
À la même période, le secteur pétrolier et gazier prend une part prépondérante de l'activité Contrôles avec la construction des réseaux de canalisation du pétrole du Sahara en Algérie (gisements d'Hassi Messaoud et d'Edjellé) et ceux du gaz en France (gisement de Lacq) et en Algérie (gisement R'mel). L'assistance technique prend également son essor avec la construction des plateformes offshore, des canalisations de transport longue distance, des réservoirs, des installations pétrochimiques et des raffineries, en France et dans le monde entier.
L'IS étudie et met au point le procédé de soudage à l'électrode enrobée basique dans un environnement hyperbare, à la demande de la Compagnie française des pétroles (CFP). L'équipe de Jean-Paul Gaudin met au point un caisson hyperbare de 100 litres capable de reproduire les conditions de soudage sous 15 bars de pression, auxquelles sont soumis les soudeurs plongeurs. Le procédé sera testé et exploité par la Comex, l'une des deux sociétés mandatées par la CFP pour assembler les tronçons de pipeline acheminant le gaz de Frigg en Mer du Nord vers l'Écosse, entre 100 et 130 mètres de profondeur.

### 1972, début de décentralisation
Afin de se rapprocher des utilisateurs en province, l'Institut de Soudure se dote en 1972 d'une annexe de 320 mètres carrés à Port-de-Bouc, près de l'Étang de Berre. En 1973, le Centre méditerranéen de soudure (CMS), consacré à la formation continue, est créé à Arles, avec l'appui de la Chambre de commerce de cette ville. Puis à Corbas, près de Lyon en 1976. D'autres centres ouvriront partout en France dans les décennies suivantes.
En 1979, le centre de Metz-Ennery, qui porte le nom de Centre André Leroy, se consacre à l'assistance technique, à l'enseignement pratique du soudage et aux examens non destructifs. En 1982, l'Institut de Soudure décide de regrouper tous les laboratoires au centre André Leroy : Essais non destructifs (END), Fatigue et mécanique de la rupture (FMR), Métallurgie et essais mécaniques (MEM) — ils étaient jusqu'ici réalisés en Île-de-France —, Chimie et Technologies du soudage (TS), en un département Laboratoires, sous l'autorité d'Édouard Charoulet. En 1985, une extension de 1 000 mètres carrés est créée pour accueillir un Pôle Productique Soudage.

### 1984, membres industriels
Les Membres industriels de l'Institut de Soudure bénéficient de différentes prestations : veille technologique et réglementaire, assistance téléphonique technique, réunions et journées techniques et extranet avec l'ensemble de la base de données documentaire.
En 1984, l'Institut de Soudure démarre les programmes de recherche associatifs. Ces études portent sur des sujets qui répondent aux préoccupations immédiates des industriels, susceptibles d'intéresser un nombre significatif d'entreprises. La première étude porte sur l'évaluation des défauts et de leur nocivité dans les constructions soudées et réunit pendant 4 ans, 25 industriels pour un budget de 7 millions de francs.

### 1992, déménagement en Seine-Saint-Denis
En 1992, l'Institut de Soudure déménage son siège social de Paris à Villepinte, au sein du parc d'affaires Paris Nord II. Les bâtiments intègrent le centre régional opérationnel, qui couvre l'Île-de-France, la Plateforme d'essais matériaux (800 mètres carrés, ouverte en 2008) et un centre d'examen Cofrend.